# Recilia formosiellus
Recilia formosiellus là loài côn trùng thuộc họ Cicadellidae, bộ Cánh nửa. Loài này được Matsumura miên tả năm 1914.